# توني أغيلار
توني أغيلار (بالإسبانية: Tony Aguilar)‏ هو مذيع ومقدم تلفزيوني إسباني، ولد في 4 مايو 1973 في كورنيلا دي يوبريغات في إسبانيا.

## وصلات خارجية
- الموقع الرسمي
- توني أغيلار على موقع IMDb (الإنجليزية)
- توني أغيلار على موقع قاعدة بيانات الفيلم (الإنجليزية)